# Emily Belchos
Pas d'image ? Cliquez ici

b Matchs officiels uniquement.
Dernière mise à jour le 2 août 2014.
Emily Jane Belchos, née le 27 avril 1995, est une joueuse canadienne de rugby à XV, occupant le poste de demi d'ouverture en équipe du Canada de rugby à XV féminin et en équipe nationale de rugby à sept.
Originaire d'Innisfil, fille de Jeff et Jenn Belchos, Emily a une sœur et un frère plus âgés qui ont pratiqué le rugby avant elle. Comme sa sœur aînée Jessica, Emily suit le programme de rugby féminin du Barrie Central Collegiate. 
Elle est appelée en équipe nationale du Canada en 2013, elle suit en 2013-2014 la formation de rugby à sept dispensée dans le Centre de rugby d'excellence canadien à Victoria, en Colombie-Britannique.
Elle est retenue pour disputer la Coupe du monde féminine de rugby à XV 2014, c'est la plus jeune joueuse du groupe (19 ans) après une tournée dans l'hémisphère Sud (victoire 22-0 face aux Australiennes, deux revers face à la Nouvelle-Zélande 16-8 et 33-21).
Elle dispute les trois matchs de poule, les trois comme titulaire du poste de demi d'ouverture. Le Canada se qualifie pour les demi-finales après deux victoires et un match nul concédé contre l'Angleterre 13-13. Elle est également titulaire à l'ouverture pour la victoire contre les Françaises 18-16 en demi-finale. Le Canada se qualifie pour la finale. C'est la première fois que le Canada parvient à ce stade de la compétition et c'est seulement la quatrième nation à réaliser cette performance.  

## Palmarès
(au 02.08.2014)
- sélections en Équipe du Canada de rugby à XV féminin
- participation à la Coupe du monde féminine de rugby à XV 2014